# 에이먼 워커
에이먼 워커(Eamonn Walker, 1962년 6월 12일 ~ )는 영국의 배우이다.

## 작품 목록

### 영화
- 론리 플레이스 투 다이 - 앤디 역

### 드라마
- 라이트 아웃 (미국 (FX) - 에드 로미오 역
- 시카고 파이어 시즌 1-12 (미국 (NBC) 월레이스 보든 역